# Fairview, Buncombe County, North Carolina
Fairview är en ort i Buncombe County i delstaten North Carolina, USA.